# 芭东区
芭东区 (Patong  หาดป่าตอง) 位于泰王国布吉島的中西部，是當地的一個旅游区。 
这里旅社、夜店非常多。大约有常居人口20,000人。